# 白领穗鹛
白领穗鹛（学名：Stachyris thoracica），是画眉科穗鹛属的一种，为印度尼西亚的特有种。该物种的保护状况被评为无危。
白领穗鹛的栖息地包括亚热带或热带的湿润低地林和亚热带或热带的湿润山地林。